# Hinrich Brunsberg
Hinrich Brunsberg, également Heinrich Brunsberg ou Henryk Brunsberg, né vers 1350 dans l'État de l'Ordre Teutonique et mort entre 1428 et 1435 vraisemblablement à Szczecin, est un architecte allemand qui a façonné le style gothique en brique dans l'est de l'Allemagne du Nord. Il a travaillé vers 1400, notamment dans la Marche de Brandebourg et dans le duché de Poméranie .

## Biographie

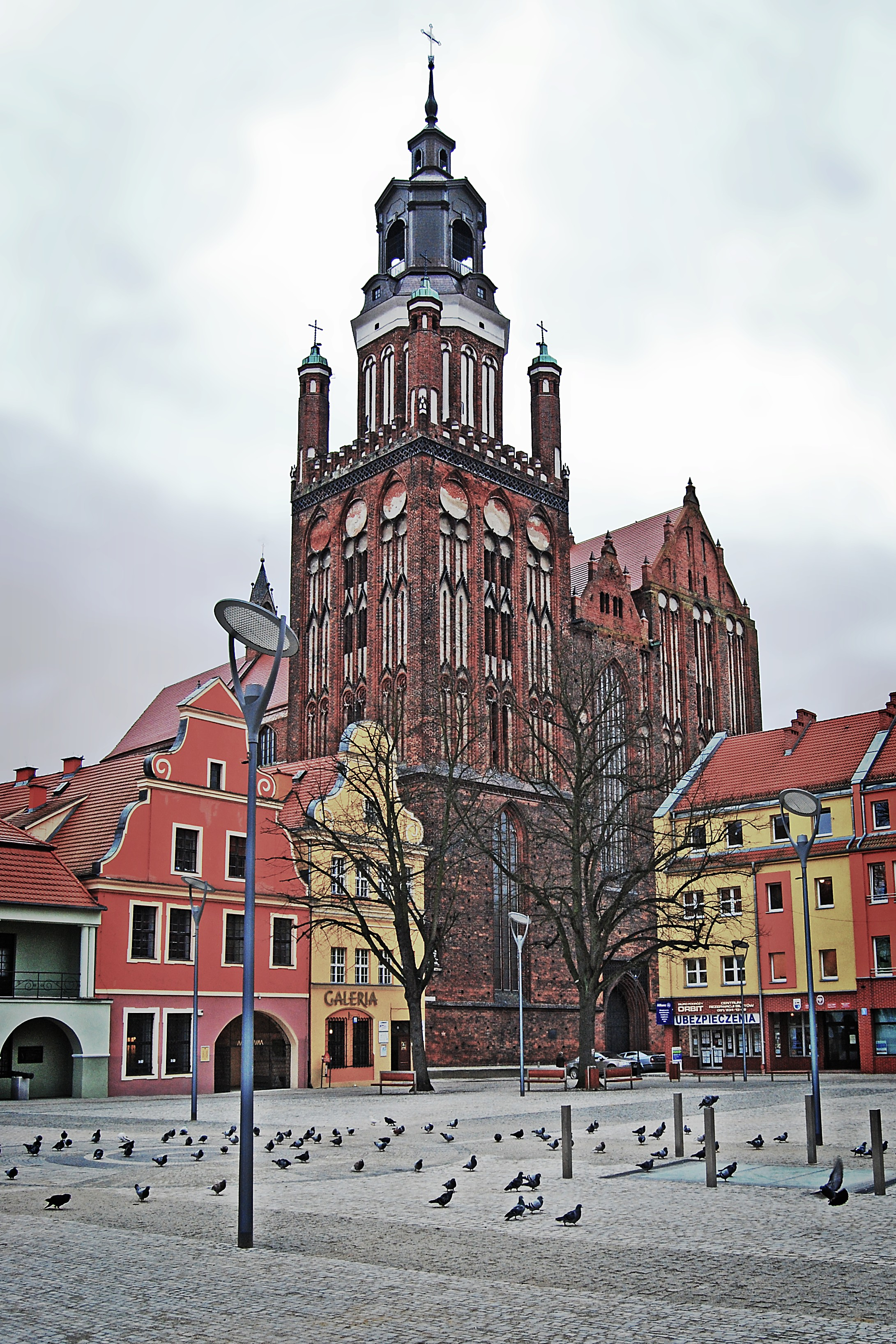
Collégiale Sainte-Marie, Stargard.

Brunsberg est né vers 1350 dans la région baltique. On suppose qu'il venait de la ville de Braniewo. En 1372, il acquiert la citoyenneté à Gdańsk, où on a des preuves de propriété foncière à son nom en 1378. Vers 1400, il est mentionné pour la première fois dans le liber qurelarum de la ville de Szczecin. Avec l'année 1401, une inscription sur la chapelle nord de l'église Sainte-Catherine à Neustadt (Brandebourg-sur-la-Havel) nomme le maître d'œuvre du bâtiment de l'église. La dernière mention à Stettin date de 1428. Il y meurt probablement peu de temps après, mais au plus tard en 1435 après l'achèvement de la Marienkapelle à l'église Sainte-Catherine de Brandebourg.

## Bâtiments réalisés
- Église Sainte-Catherine (Brandenburg an der Havel) (de)
- Cathédrale Saint-Jacques de Szczecin
- rénovation de la mairie de Stettin (détruite dès 1677)
- Collégiale Sainte-Marie de Stargard
- Église Sainte-Marie à Chojna
- Mairie à Königsberg in der Neumark
- Marienkirche à Poznań
- Église Saint-Étienne (Gartz) (de)
- Mairie de Tangermünde (de)

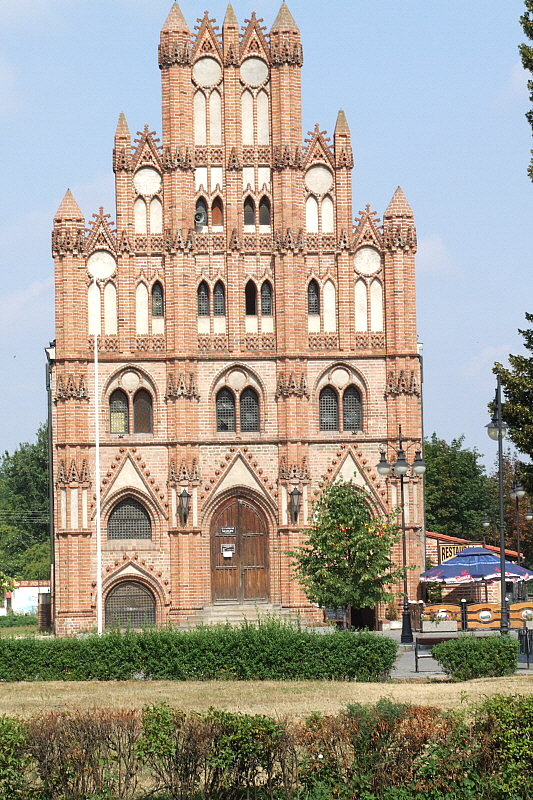
L'ancienne mairie et l'actuel centre culturel de Chojna.
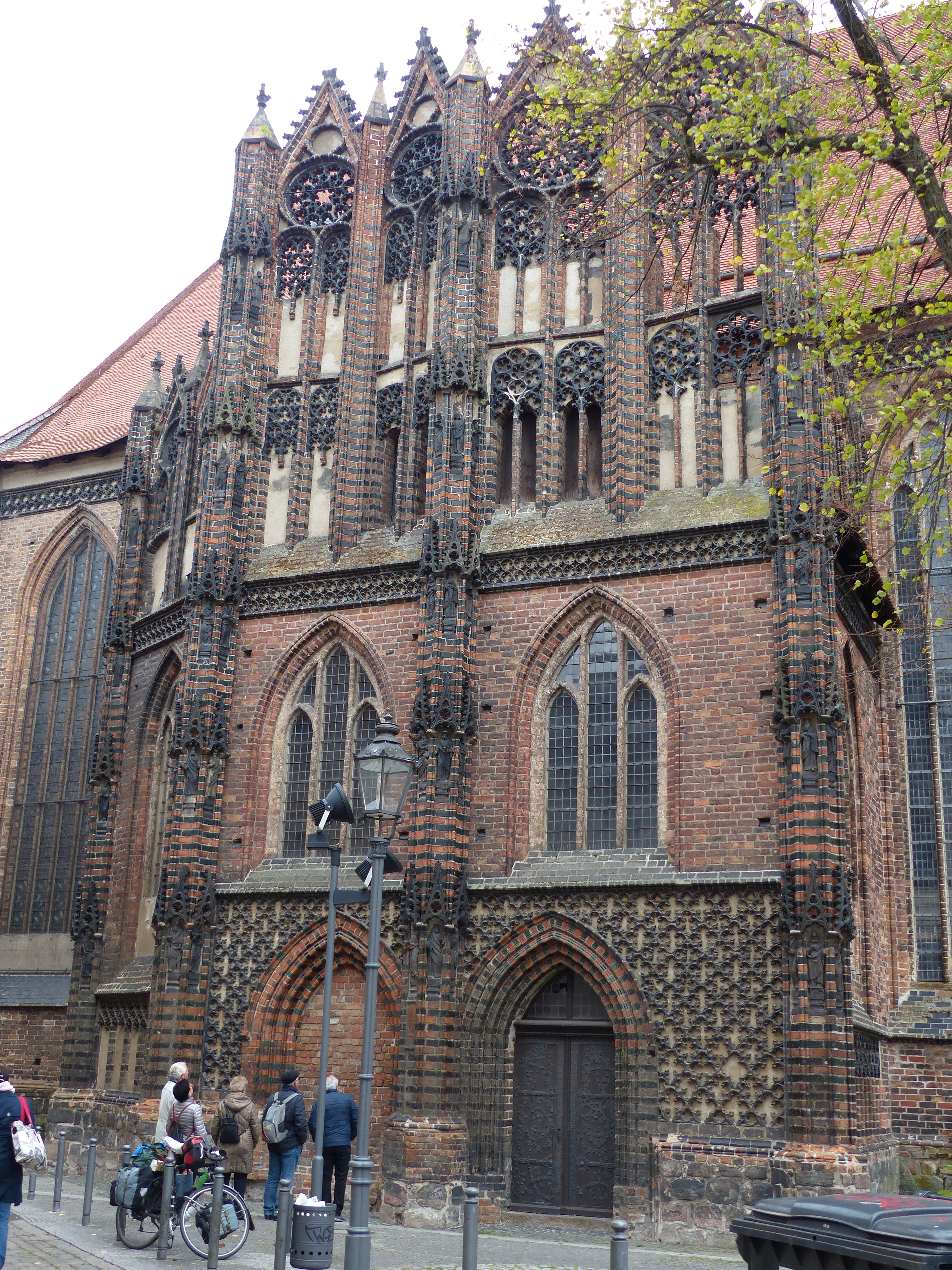
Marienkapelle, Église Sainte-Catherine (Brandenburg an der Havel) (de).
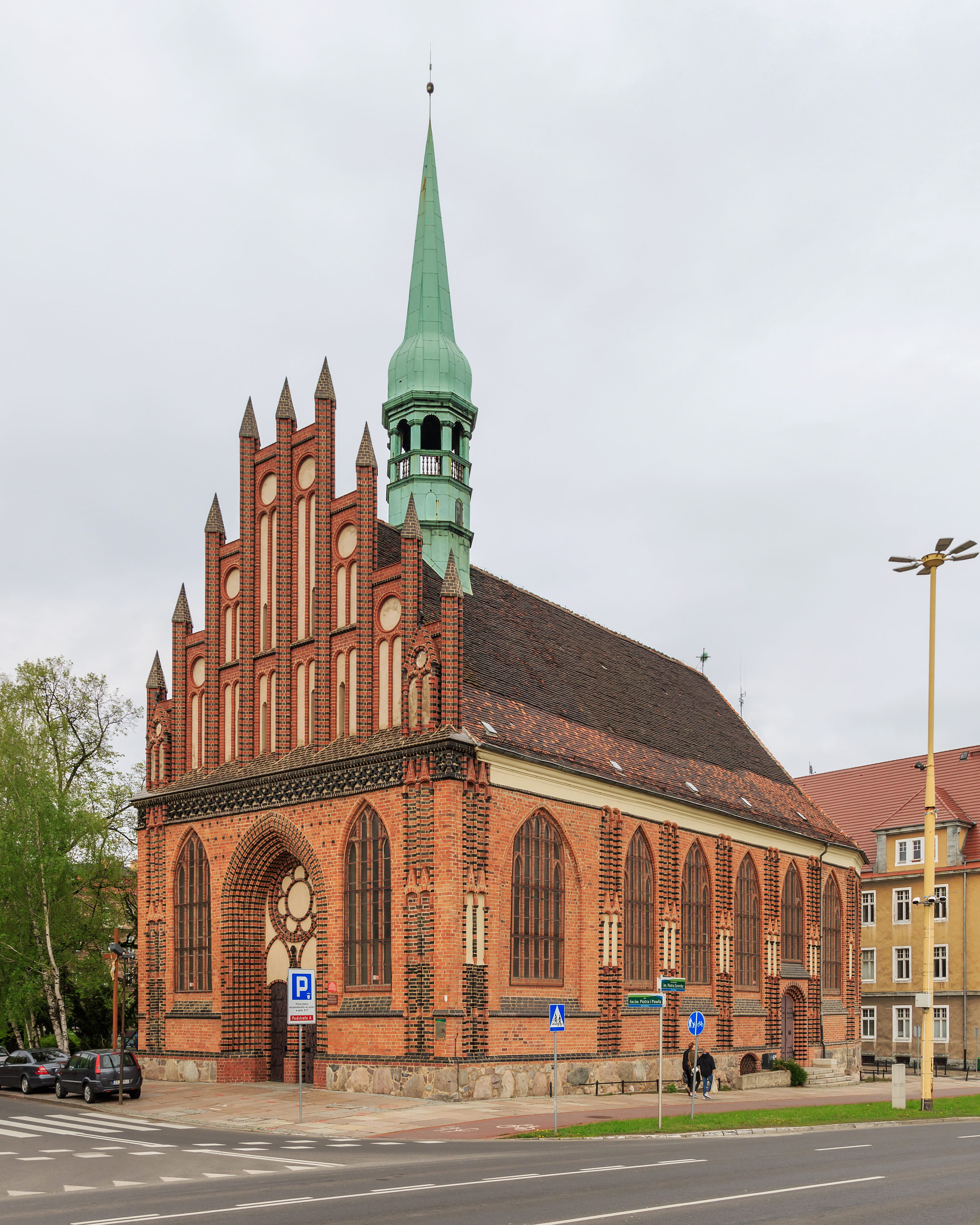
La Peter-und-Paul-Kirche à Szczecin.